# Sächsischer Städte- und Gemeindetag

Logo

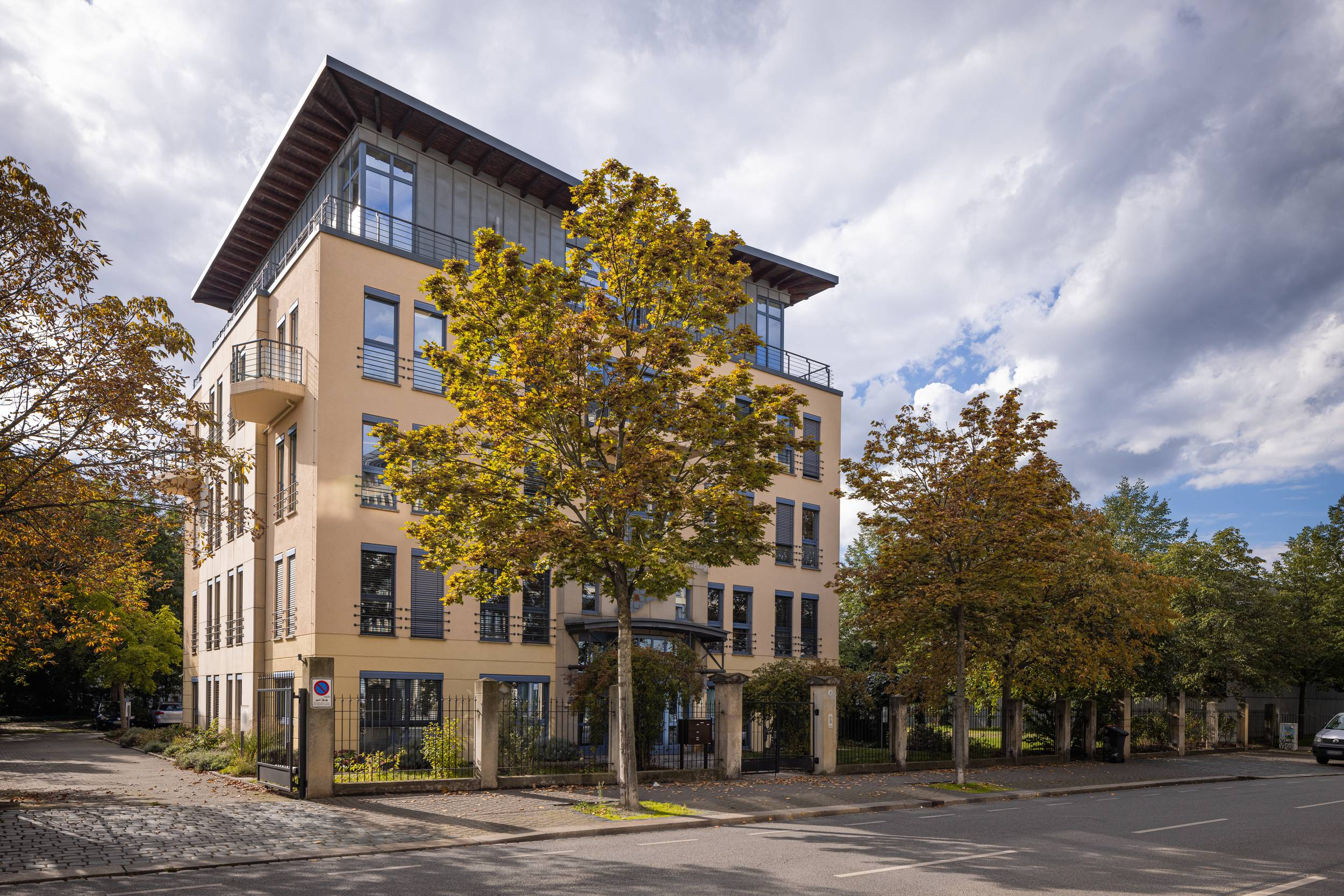
Sitz des Sächsischen Städte- & Gemeindetages in Dresden auf der Glacisstraße 3

Als Sächsischer Städte- und Gemeindetag (SSG) wird der kommunale Spitzenverband der Städte und Gemeinden in Sachsen bezeichnet. Der Verband wurde am 1. April 1990 in Dresden gegründet und hat kraft Satzung seinen Sitz in der Landeshauptstadt Dresden.

## Aufgaben und Ziele
Der SSG hat laut § 3 seiner Satzung als Ziele und Hauptaufgaben:
- den Selbstverwaltungsgedanken zu pflegen und für die Verwirklichung und Wahrung des Rechts auf kommunale Selbstverwaltung einzutreten,
- bei der Regelung der die Gemeinden berührenden allgemeinen Fragen mitzuwirken und das Recht auf Anhörung vor dem Landesparlament geltend zu machen,
- die gemeinsamen Rechte und Interessen der Mitglieder zu fördern und sie gegenüber dem Landes- und Bundesparlament, der Landes- und Bundesregierung, anderen Verbänden, sonstigen Stellen und der Öffentlichkeit zu vertreten,
- die Mitglieder zu beraten, ihnen Informationen zu vermitteln und den Erfahrungsaustausch zu pflegen und
- um Verständnis für kommunale Fragen in der Öffentlichkeit zu werben.

Der SSG arbeitet parteipolitisch neutral und im Übrigen gemeinnützig nach Abgabenordnung.

## Stellung des SSG im Gesetzgebungsverfahren
Nach Artikel 84 Abs. 2 der Verfassung des Freistaates Sachsen hat die Sächsische Staatsregierung die Gemeinden und ihre Zusammenschlüsse – zu denen auch der SSG gehört – bevor durch Gesetz oder Rechtsverordnung allgemeine Fragen geregelt werden, welche die Gemeinden und Gemeindeverbände berühren, rechtzeitig zu hören. Dies ist auch mit § 12 Bestandteil der Geschäftsordnung der Staatsregierung. Gleiches findet sich auch in § 36 der Geschäftsordnung des Sächsischen Landtages.

## Mitglieder

### Zusammensetzung
Dem SSG gehörten mit Stichtag vom 1. Januar 2016 420 Städte und Gemeinden an. Lediglich sechs Gemeinden in Sachsen sind nicht Mitglied des SSG. Damit sind alle hauptamtlich geführten Städte und Gemeinden sowie fast alle ehrenamtlich geführten Gemeinden im SSG organisiert.

### Rechte und Pflichten der Mitglieder
Die Mitglieder des Sächsischen Städte- und Gemeindetages sind berechtigt, im Rahmen der allgemeinen Leistungsfähigkeit des Verbandes dessen Einrichtungen in Anspruch zu nehmen und an den Veranstaltungen des Verbandes teilzunehmen, an der Willensbildung des Verbandes mitzuwirken, Anträge an das Präsidium, bei deren Ablehnung binnen eines Monats an den Landesvorstand und bei dessen Ablehnung binnen eines weiteren Monats an die Mitgliederversammlung, zu stellen.
Sie sind verpflichtet, Zweck und die Ziele des Sächsischen Städte- und Gemeindetages zu fördern, die Durchführung der Verbandsaufgaben zu unterstützen und die Verpflichtungen aus dieser Satzung zu erfüllen, den im Rahmen der Satzung gefassten Beschlüssen der Verbandsorgane nachzukommen, im Verwaltungsbereich der Mitglieder hergestellte Drucksachen von allgemeiner oder besonderer Bedeutung (z. B. Satzungen) an die Geschäftsstelle des Verbandes kostenlos zu liefern und die vom Landesvorstand festgesetzte Umlage bis zu der in der jeweiligen Haushaltssatzung festgelegten Fälligkeit an den Verband zu entrichten. (§ 4 der Satzung)

## Organe des Verbandes
Verbandsorgane sind laut § 5  der Satzung:
- die Mitgliederversammlung,
- der Vorstand im Sinn des § 26 BGB,
- der Landesvorstand,
- das Präsidium,
- der Geschäftsführer.

### Die Mitgliederversammlung
Die Mitgliederversammlung (§ 6 der Satzung) besteht aus Vertretern der ordentlichen und außerordentlichen Verbandsmitglieder. Das Stimmrecht der ordentlichen Verbandsmitglieder richtet sich innerhalb eines Schlüssels nach der Einwohnerzahl des Mitgliedes zum Stand vom 30. Juni des vorhergehenden Kalenderjahres. Jedes ordentliche Mitglied hat nach diesem Schlüssel bei einer Einwohnerzahl:
- bis 10.000 Einwohner eine Stimme,
- bis 50.000 Einwohner zwei Stimmen,
- bis 100.000 Einwohner drei Stimmen,
- bis 200.000 Einwohner vier Stimmen,
- bis 500.000 Einwohner fünf Stimmen und
- über 500.000 Einwohner sechs Stimmen.

Außerordentliche Mitglieder nehmen an den Beratungen der Mitgliederversammlung teil und haben kein Stimmrecht. Die Mitglieder üben ihre Rechte durch ihre gesetzlichen oder bestellten Vertreter aus. Die Mitgliederversammlung wird auf Beschluss des Landesvorstandes einberufen; sie soll mindestens alle zwei Jahre zusammentreten. Sie ist zuständig für:
- Änderungen der Satzung,
- Anträge des Landesvorstandes,
- die Behandlung der vom Landesvorstand abgelehnten Anträge der Verbandsmitglieder,
- die Entlastung der Verbandsorgane und
- die Auflösung des Verbands.

### Vorstand nach § 26 BGB
Vorstand im Sinne des § 26 BGB sind der Präsident, die Vizepräsidenten und der Geschäftsführer; die Vorstandsmitglieder sind nach außen einzelvertretungsbefugt (§ 7 der Satzung).

### Landesvorstand
Der Landesvorstand besteht aus den Kreisverbandsvorsitzenden (§ 11 der Satzung), zugewählten und von den Kreisverbänden benannten Mitgliedern (deren Zuwahl- und Benennungsverfahren ebenfalls die Satzung regelt), den gesetzlichen Vertretern der Kreisfreien Städte und dem Geschäftsführer, wobei der Landesvorstand weitere Mitglieder zuwählen kann. Auch die Stellvertreterbenennung ist in der Satzung geregelt.
Der Landesvorstand legt die Grundsätze der Verbandspolitik fest, bestimmt die Richtlinien der Kommunalpolitik, die vom Verband vertreten werden, und beschließt über Angelegenheiten von grundsätzlicher Bedeutung. Außerdem nimmt er zu wichtigen Gesetzentwürfen Stellung. Er beschließt unter anderem über:
- die Wahl des Präsidenten, der Vizepräsidenten und der weiteren Präsidiumsmitglieder und deren Stellvertreter; der Landesvorstand kann hierfür eine gesonderte Wahlordnung beschließen;
- die Wahl und die besoldungsrechtlichen Regelungen des Geschäftsführers und des stellvertretenden Geschäftsführers;
- Haushaltsplan, Stellenplan, sowie Höhe und Fälligkeit der Verbandsumlage;
- Erwerb und die Veräußerung von Grundstücken;
- Bildung und Aufhebung von Ausschüssen sowie Berufung und Abberufung der Mitglieder
- die Zuständigkeits- und Verfahrensordnung des Landesvorstandes, des Präsidiums, der Ausschüsse und des Geschäftsführers;

### Das Präsidium
Das Präsidium (§ 9 der Satzung) besteht aus dem Präsidenten und drei Vizepräsidenten sowie acht weiteren Mitgliedern und dem Geschäftsführer. Der Präsident oder ein Vizepräsident muss gesetzlicher Vertreter einer Kreisfreien Stadt sein. Die drei Vizepräsidenten sollen je aus einem Direktionsbezirk stammen, wobei § 12 der Satzung diese als die ehemaligen Direktionsbezirke (noch vorher Regierungspräsidien) Chemnitz, Dresden und Leipzig in ihrer verwaltungsorganisatorischen Gliederung mit Stand vom 29. Februar 2012, d. h. unmittelbar vor deren Auflösung, definiert. 
Aufgrund der unterschiedlichen Gemeindegrößen setzt sich das Präsidium wie folgt zusammen:
- Gruppe 1 (Gemeinden bis 10.000 Einwohner): 3 Präsidiumsmitglieder,
- Gruppe 2 (Städte und Gemeinden mit mehr als 10.000 Einwohnern): 3 Präsidiumsmitglieder und
- Gruppe 3 (Kreisfreie Städte): 2 Präsidiumsmitglieder.

Innerhalb der Gruppen 1 und 2 sollen die Präsidiumsmitglieder je aus einem Direktionsbezirk stammen. Jedes Präsidiumsmitglied hat eine Stimme und wird, wie auch deren Stellvertreter, auf die Dauer von vier Jahren aus der Mitte des Landesvorstandes gewählt (Ausnahme: Kreisfreie Städte, die jeweils ihre Vertreter benennen).
Das Präsidium ist für alle Angelegenheiten zuständig, die nicht in die Zuständigkeit der Mitgliederversammlung, des Landesvorstandes oder des Geschäftsführers fallen. Es kann eingerichtete Ausschüsse ermächtigen, Angelegenheiten vorzuberaten und kann Arbeitsgemeinschaften einrichten.
Präsident des SSG ist seit 2019 Bert Wendsche (parteilos, Oberbürgermeister von Radebeul). Vor ihm waren Stefan Skora (CDU, Oberbürgermeister von Hoyerswerda), Herbert Wagner (CDU, Oberbürgermeister von Dresden, 1990–2001) und Christian Schramm (CDU, Oberbürgermeister von Bautzen, 2001–2015) die Präsidenten.

### Geschäftsführer
Der Verband unterhält eine Geschäftsstelle, die der Geschäftsführer leitet. Dieser wird allgemein ständig durch den stellvertretenden Geschäftsführer vertreten, beide werden vom Landesvorstand gewählt, ihre Amtszeit richtet sich nach den Wahlzeiten der hauptamtlichen Wahlbeamten (diese beträgt in Sachsen seit 1994 sieben Jahre). Er hat insbesondere folgende Aufgaben:
- Er leitet die Geschäftsstelle, bereitet die Mitgliederversammlung, die Sitzungen des Landesvorstandes, des Präsidiums und der Ausschüsse vor und vollzieht deren Beschlüsse. Die Geschäfte der laufenden Verwaltung erledigt der Geschäftsführer in eigener Zuständigkeit.
- Er ist Vorgesetzter, Dienstvorgesetzter und oberste Dienstbehörde für die Bediensteten. Ihm stehen die personalrechtlichen Entscheidungen zu, soweit nicht der Landesvorstand oder das Präsidium zuständig sind.
- Er kann in dringenden, keinen Aufschub duldenden Angelegenheiten eine vorläufige Regelung treffen, auch bei Stellungnahmen zu Gesetzen und Rechtsverordnungen gegenüber der Staatsregierung.

Derzeitiger Geschäftsführer ist Mischa Woitscheck (Stand 2018, seit 2000 im Amt). Vor ihm waren Detlef Dix (1990–1993) und Maritha Dittmer (1993–2000) Geschäftsführer des SSG.

## Kreisverbände
Zur Förderung der Verbandsarbeit und zum Erfahrungsaustausch bilden die Verbandsmitglieder in jedem Landkreis einen Kreisverband, für den aus ihrer Mitte auf die Dauer von 4 Jahren einen Kreisverbandsvorsitzenden und einen oder mehrere Stellvertreter gewählt werden. Kreisverbandsvorsitzende und die weiteren Mitglieder sowie deren Stellvertreter sind in Sachentscheidungen des Landesvorstandes an Beschlüsse ihres Kreisverbandes gebunden.

## Ständige Ausschüsse und Arbeitskreise
Der SSG hat ständige Ausschüsse und Arbeitskreise eingerichtet, die der Abstimmung von fachlich abgegrenzten Themen und zum Erfahrungsaustausch dienen.

## Zeitschrift
Die regelmäßig erscheinende Zeitschrift des SSG ist der Sachsenlandkurier.